# Myxidium rarum
Myxidium rarum is een microscopische parasiet uit de familie Myxidiidae. Myxidium rarum werd in 2003 beschreven door Aseeva. 